# Olga Kalinina
Olga Kalinina (kaz. Ольга Игоревна Калинина;ur. 21 lutego 1988) – kazachska zapaśniczka w stylu wolnym. Czterokrotna uczestniczka mistrzostw świata, siódma w 2009. Brązowa medalistka mistrzostw Azji w 2006. Siódma w Pucharze Świata w 2011. Zdobyła trzy złote medale mistrzostw świata w zapasach plażowych w latach 2011-2013.